# (39796) 1997 TD
1997 تي دي (ويعرف أيضًا باسم (39796) 1997 تي دي وفق تسمية الكوكب الصغير) (بالإنجليزية: 1997 TD)‏ هو كويكب ضمن حزام الكويكبات؛ وترتيبه 39796 من حيث الاكتشاف.
اكتُشف هذا الجُرم الفلكي بواسطة تعقب الأجرام القريبة من الأرض في 1 أكتوبر 1997.

## وصلات خارجية
- (39796) 1997 TD في قاعدة بيانات مختبر الدفع النفاث لأجرام النظام الشمسي الصغيرة

- الاكتشاف · مخطط المدار ·  العناصر المدارية · المعلمات المادية

- (39796) 1997 TD على موقع ويكي سكاي: DSS2, SDSS, GALEX, IRAS, Hydrogen α, X-Ray, Astrophoto, Sky Map, Articles and images